# Phytotoxine

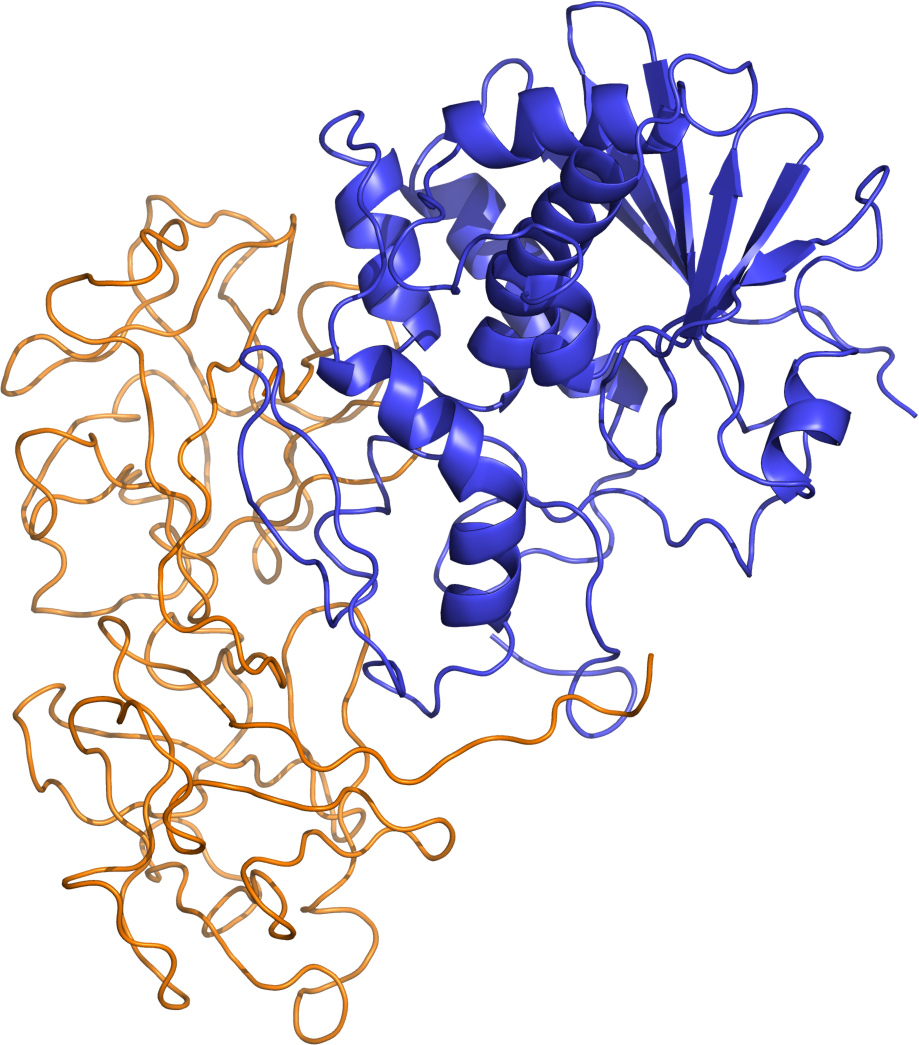
Structure de la ricine, une toxine produite par le ricin.

Une phytotoxine, ou toxine végétale, est une substance chimique toxique produite par les plantes, qui assurent souvent une fonction de défense contre les prédateurs et parasites, et dans certains cas contre d'autres plantes concurrentes (fonction allélochimique).
Dans le terme « phytotoxine », comme dans tous les termes formés sur la racine  « toxine », le préfixe grec « phyto- » (plante) indique la provenance de la substance. On a de même, par exemple, mycotoxine (champignons) et phycotoxine (algues).
La plupart des phytotoxines appartiennent à diverses classes de métabolites secondaires, notamment des composés azotés (dont des alcaloïdes), des  composés terpénoïdes et des composés phénoliques, bien que tous ces composés ne soient pas nécessairement toxiques ou utiles à des fins défensives.
Nota : en pathologie végétale, en particulier dans le monde anglo-saxon, on définit aussi « phytotoxine » comme une substance phytotoxique produite par des agents phytopathogènes, notamment champignons (mycotoxines) et bactéries (bactériotoxine). Ainsi, une toxine produite par des champignons et nocive pour les plantes, qui peut être responsable de symptômes de maladies des plantes, est appelée « phytotoxine », tandis que le terme « mycotoxine » est réservé aux toxines de champignons qui sont toxiques pour l'homme et les animaux.
Le présent article traite des phytotoxines d'origine végétale exclusivement, pour les substance phytotoxiques produites par d'autres groupes d'organismes, se reporter à l'article « Phytotoxicité ».

## Classification
Les végétaux toxiques produisent des toxines via leurs métabolites secondaires, ce sont des molécules qui, à l'inverse des métabolites primaires (protéines, lipides, glucides, acides aminés...) sont produites en dehors des voies métaboliques nécessaires à assurer la survie des plantes. Ces molécules sont très développées chez les végétaux, on peut les classer en trois groupes principaux :
- composés phénoliques  : tanins, lignine, mélanine et flavonoïdes,
- composés azotés : alcaloïdes, bétalaïne, hétérosides cyanogènes et glusinolates,
- composés terpénoïdes : composants majeurs de la résine des conifères : hémiterpènes (C5), monoterpènes (C10), sesquiterpènes (C15), diterpènes (C20), triterpènes (C30), tétraterpènes (C40) et polyterpènes (+ de C40).

Ils sont synthétisés à partir d'un acide aminé tel que l'ornithine, lysine, phénylalanine, tyrosine, tryptophane, histidine... Ensuite, une série de réactions les transforment en toxines comme les alcaloïdes.

## Fonctions
Les métabolites secondaires posséderaient a priori un rôle dans la défense du végétal. Cette production de toxine serait un mécanisme de défense de la plante contre ses prédateurs et les autres végétaux concurrents. Certains végétaux sont toxiques seulement pour certains autres.